# Чалмерс, Александр (мэр Варшавы)

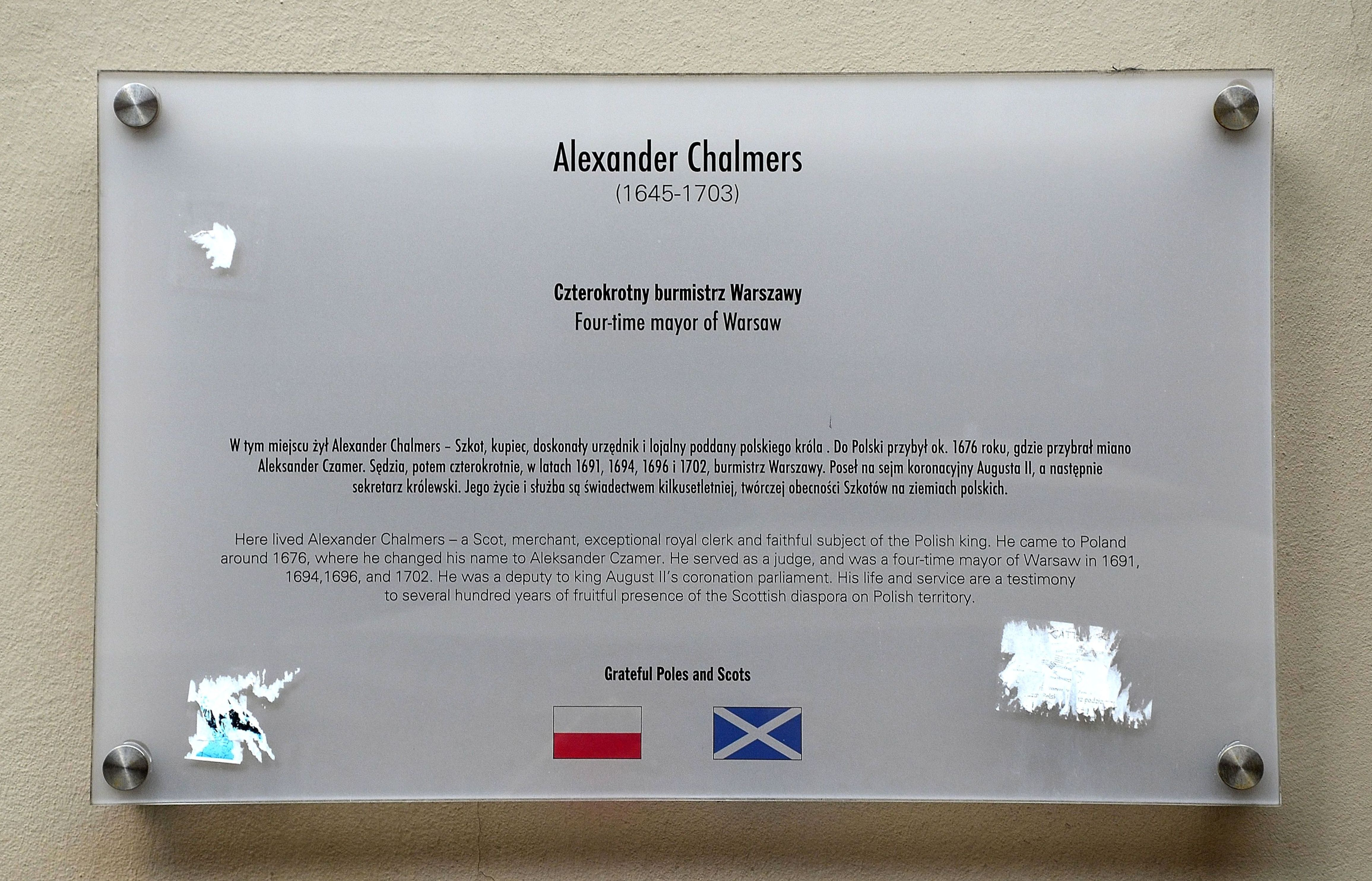
Памятная доска на доме сапожников

Александр Чамер (в польской передаче, при рождении Александр Чалмерс, р. 1645 — 9 марта 1703 г.) — шотландский купец, переселившийся в Польшу. Около 1672 г. получил гражданство Старой Варшавы, а в 1673 г., приобретя лавку на Староместской площади, также статус королевского купца. Возглавлял шотландскую колонию в Варшаве.
В 1697-98 гг. был мэром Варшавы (1691, 1694, 1696, 1702—1703 гг. занимал должность чрезвычайного мэра на период эпидемии, буквально «воздушного мэра»). Ещё будучи заместителем мэра, он проявил неприязнь к отцам-доминиканцам, что привело к беспорядкам в церкви Святого Яцека (Гиацинта) в Новом городе в ноябре 1697 года, гибели одного из участников беспорядков и долгой тяжбе с церковными властями.
Также занимал должности мэра (1701 г.), присяжного заседателя (1703 г.) и провизора больницы Св. Духа. Ему принадлежало несколько каменных домов в Варшаве, на одном из которых, по адресу Вонски Дунай 10, в 2008 году была открыта мемориальная доска в его честь.